# Discographie d'Enrique Iglesias
Voici la liste des CD officiels commercialisés par le chanteur espagnol Enrique Iglesias.

## Albums

### Albums en espagnol
| Année | Album            | Classement des ventes | Classement des ventes | Classement des ventes | Classement des ventes | Classement des ventes | Classement des ventes | Classement des ventes | Classement des ventes | Classement des ventes | Classement des ventes | Classement des ventes | Classement des ventes | Classement des ventes | Classement des ventes | Ventes / Certifications                                                            |
| Année | Album            | FR                    | BEL/Nl                | É-U                   | É-U Latin             | R-U                   | ESP                   | CAN                   | AUS                   | MEX                   | SUI                   | P-B                   | SUÈ                   | FIN                   | NOR                   | Ventes / Certifications                                                            |
| ----- | ---------------- | --------------------- | --------------------- | --------------------- | --------------------- | --------------------- | --------------------- | --------------------- | --------------------- | --------------------- | --------------------- | --------------------- | --------------------- | --------------------- | --------------------- | ---------------------------------------------------------------------------------- |
| 1995  | Enrique Iglesias | —                     | 21                    | 148                   | 1                     | —                     | —                     | ?                     | —                     | 1                     | —                     | 67                    | —                     | —                     | —                     | Ventes mondiales : 7 millions Ventes américaines : 1 480 000 Disque de platine     |
| 1997  | Vivir            | —                     | —                     | 33                    | 1                     | —                     | 4                     | ?                     | —                     | 1                     | —                     | —                     | —                     | —                     | —                     | Ventes mondiales : + 5,3 millions Ventes américaines : 1 460 000 Disque de platine |
| 1998  | Cosas del amor   | 60                    | —                     | 64                    | 1                     | —                     | 7                     | ?                     | —                     | 1                     | 16                    | 25                    | 27                    | 37                    | 21                    | Ventes mondiales : + 4,5 millions Ventes américaines : 800 000 Disque d'or         |
| 2002  | Quizás           | —                     | —                     | 12                    | 1                     | —                     | 1                     | ?                     | —                     | 1                     | 41                    | —                     | 15                    | —                     | —                     | Ventes mondiales : + 3,5 millions Ventes américaines : 500 000 Disque d'or         |

### Albums en anglais
| Année | Album     | Classement des ventes | Classement des ventes | Classement des ventes | Classement des ventes | Classement des ventes | Classement des ventes | Classement des ventes | Classement des ventes | Classement des ventes | Classement des ventes | Classement des ventes | Classement des ventes | Classement des ventes | Classement des ventes | Classement des ventes | Classement des ventes | Classement des ventes | Classement des ventes | Classement des ventes | Ventes / Certifications                                                                   |
| Année | Album     | FR                    | BEL/Fr                | BEL/Nl                | É-U                   | R-U                   | ESP                   | POL                   | SUI                   | NOR                   | AUS                   | MEX                   | AUT                   | P-B                   | SUÈ                   | FIN                   | DAN                   | POR                   | ITA                   | N-Z                   | Ventes / Certifications                                                                   |
| ----- | --------- | --------------------- | --------------------- | --------------------- | --------------------- | --------------------- | --------------------- | --------------------- | --------------------- | --------------------- | --------------------- | --------------------- | --------------------- | --------------------- | --------------------- | --------------------- | --------------------- | --------------------- | --------------------- | --------------------- | ----------------------------------------------------------------------------------------- |
| 1999  | Enrique   | 51                    | 35                    | 19                    | 33                    | ?                     | 1                     | 1                     | 3                     | 3                     | 11                    | 3                     | 12                    | 13                    | 19                    | 20                    | 22                    | —                     | —                     | 10                    | Ventes mondiales : + 7,5 millions Ventes américaines : 3 millions 2x disque de platine    |
| 2001  | Escape    | 19                    | 19                    | 6                     | 2                     | 1                     | 3                     | 1                     | 4                     | 10                    | 1                     | 1                     | 6                     | 5                     | 11                    | —                     | 18                    | —                     | 18                    | 6                     | Ventes mondiales : + 14,5 millions Ventes américaines : 3,5 millions 3x disque de platine |
| 2003  | 7         | 142                   | —                     | —                     | 31                    | 13                    | 9                     | 41                    | 11                    | —                     | 15                    | 13                    | 48                    | 44                    | 49                    | —                     | —                     | 20                    | —                     | —                     | Ventes mondiales : 3,7 millions Ventes américaines : 349 000                              |
| 2007  | Insomniac | 36                    | 46                    | 38                    | 17                    | 3                     | 8                     | 13                    | 8                     | —                     | 44                    | 1                     | 14                    | 6                     | 24                    | 16                    | 5                     | —                     | —                     | —                     | Ventes mondiales : 3,6 millions Ventes américaines : + 600 000                            |

### Album Bilingue
| Année | Album         | Classement des ventes | Classement des ventes | Classement des ventes | Classement des ventes | Classement des ventes | Classement des ventes | Classement des ventes | Classement des ventes | Classement des ventes | Classement des ventes | Classement des ventes | Classement des ventes | Classement des ventes | Classement des ventes | Classement des ventes | Classement des ventes | Classement des ventes | Classement des ventes | Classement des ventes | Ventes / Certifications      |
| Année | Album         | FR                    | BEL/Fr                | BEL/Nl                | É-U                   | R-U                   | ESP                   | POL                   | SUI                   | NOR                   | AUS                   | MEX                   | AUT                   | P-B                   | SUÈ                   | FIN                   | DAN                   | POR                   | ITA                   | N-Z                   | Ventes / Certifications      |
| ----- | ------------- | --------------------- | --------------------- | --------------------- | --------------------- | --------------------- | --------------------- | --------------------- | --------------------- | --------------------- | --------------------- | --------------------- | --------------------- | --------------------- | --------------------- | --------------------- | --------------------- | --------------------- | --------------------- | --------------------- | ---------------------------- |
| 2010  | Euphoria      | 10                    | 11                    | 7                     |                       |                       | 1                     |                       | 4                     |                       | 6                     | 1                     | 37                    | 5                     | 52                    | 11                    | 12                    | —                     | —                     |                       | Ventes mondiales : 3,500,000 |
| 2014  | Sex and Love  |                       |                       |                       |                       |                       |                       |                       |                       |                       |                       |                       |                       |                       |                       |                       |                       |                       |                       |                       |                              |
| 2021  | Final (Vol.1) |                       |                       |                       |                       |                       |                       |                       |                       |                       |                       |                       |                       |                       |                       |                       |                       |                       |                       |                       |                              |
| 2024  | Final (Vol.2) |                       |                       |                       |                       |                       |                       |                       |                       |                       |                       |                       |                       |                       |                       |                       |                       |                       |                       |                       |                              |

### Compilations
| Année | Album                    | Classement des ventes | Classement des ventes | Classement des ventes | Classement des ventes | Classement des ventes | Classement des ventes | Classement des ventes | Classement des ventes | Classement des ventes | Classement des ventes | Classement des ventes | Classement des ventes | Classement des ventes | Classement des ventes | Classement des ventes | Ventes / Certifications                                                      |
| Année | Album                    | FR                    | É-U                   | É-U Latin             | R-U                   | ESP                   | POR                   | MEX                   | SUI                   | P-B                   | BEL/Fr                | BEL/Nl                | SUÈ                   | FIN                   | NOR                   | DAN                   | Ventes / Certifications                                                      |
| ----- | ------------------------ | --------------------- | --------------------- | --------------------- | --------------------- | --------------------- | --------------------- | --------------------- | --------------------- | --------------------- | --------------------- | --------------------- | --------------------- | --------------------- | --------------------- | --------------------- | ---------------------------------------------------------------------------- |
| 1999  | Bailamos: Greatest Hits* | —                     | 65                    | 1                     | —                     | —                     | —                     | 9                     | —                     | —                     | —                     | —                     | —                     | —                     | —                     | —                     | Ventes mondiales : 1 000 000 Ventes américaines : 500 000 Disque d'or        |
| 1999  | The Best Hits*           | —                     | 175                   | 2                     | —                     | —                     | —                     | —                     | —                     | —                     | —                     | —                     | —                     | —                     | —                     | —                     | Ventes américaines : 500 000 Disque d'or                                     |
| 2008  | 95/08 éxitos             | —                     | 18                    | 1                     | —                     | 12                    | 26                    | 2                     | —                     | —                     | —                     | —                     | —                     | —                     | —                     | —                     | Ventes américaines : + 400 000                                               |
| 2008  | Greatest Hits            | 4**                   | 80                    | —                     | 3                     | —                     | 27                    | —                     | 24                    | 14                    | 17                    | 14                    | 2                     | 27                    | 3                     | 15                    | Ventes mondiales : + 500 000 Ventes britanniques : 380 000 Disque de platine |

* Ces albums ont été commercialisés par Fonovisa après qu'Enrique Iglesias ait quitté le label.

** Classé dans le classement compilations en France.

## Singles

### Années 1990
| Année | Titre                         | Classement des ventes | Classement des ventes | Classement des ventes | Classement des ventes | Classement des ventes | Classement des ventes | Classement des ventes | Classement des ventes | Classement des ventes | Classement des ventes | Classement des ventes | Classement des ventes | Album            |
| Année | Titre                         | FR                    | US                    | US Latin              | ESP                   | R-U                   | ALL                   | AUS                   | LAT                   | P-B                   | POL                   | SUE                   | CAN                   | Album            |
| ----- | ----------------------------- | --------------------- | --------------------- | --------------------- | --------------------- | --------------------- | --------------------- | --------------------- | --------------------- | --------------------- | --------------------- | --------------------- | --------------------- | ---------------- |
| 1995  | "Si Tú Te Vas"                | 21                    | —                     | 1                     | —                     | —                     | —                     | —                     | —                     | —                     | —                     | —                     | —                     | Enrique Iglesias |
| 1996  | "Experiencia Religiosa"       | —                     | —                     | 1                     | —                     | —                     | —                     | —                     | —                     | —                     | —                     | —                     | —                     | Enrique Iglesias |
| 1996  | "Por Amarte"                  | —                     | —                     | 1                     | —                     | —                     | —                     | —                     | —                     | —                     | —                     | —                     | —                     | Enrique Iglesias |
| 1996  | "No Llores Por Mí"            | —                     | —                     | 1                     | —                     | —                     | —                     | —                     | —                     | —                     | —                     | —                     | —                     | Enrique Iglesias |
| 1996  | "Trapecista"                  | —                     | —                     | 1                     | —                     | —                     | —                     | —                     | —                     | —                     | —                     | —                     | —                     | Enrique Iglesias |
| 1997  | "Enamorado Por Primera Vez"   | —                     | —                     | 1                     | —                     | —                     | —                     | —                     | —                     | —                     | —                     | —                     | —                     | Vivir            |
| 1997  | "Sólo en tí"                  | —                     | —                     | 1                     | —                     | —                     | —                     | —                     | —                     | —                     | —                     | —                     | —                     | Vivir            |
| 1997  | "Al Despertar"                | —                     | —                     | 11                    | —                     | —                     | —                     | —                     | —                     | —                     | —                     | —                     | —                     | Vivir            |
| 1997  | "Lluvia Cae"                  | —                     | —                     | 3                     | —                     | —                     | —                     | —                     | —                     | —                     | —                     | —                     | —                     | Vivir            |
| 1997  | "Miente"                      | —                     | —                     | 1                     | —                     | —                     | —                     | —                     | —                     | —                     | —                     | —                     | —                     | Vivir            |
| 1997  | "Revolución"                  | —                     | —                     | 6                     | —                     | —                     | —                     | —                     | —                     | —                     | —                     | —                     | —                     | Vivir            |
| 1998  | "Esperanza"                   | —                     | —                     | 1                     | —                     | —                     | —                     | —                     | —                     | —                     | —                     | —                     | —                     | Cosas del Amor   |
| 1998  | "Nunca Te Olvidaré"           | —                     | —                     | 1                     | —                     | —                     | —                     | —                     | —                     | —                     | —                     | —                     | —                     | Cosas del Amor   |
| 1999  | "Bailamos"                    | 6                     | 1                     | 1                     | 1                     | 4                     | 10                    | 13                    | 11                    | 4                     | 1                     | 2                     | —                     | Enrique          |
| 1999  | "Rhythm Divine" "Ritmo Total" | 27                    | 28                    | 1                     | 1                     | 45                    | 24                    | 36                    | —                     | 20                    | 1                     | 18                    | —                     | Enrique          |

### Années 2000
| Année | Titre | Classement des ventes | Classement des ventes | Classement des ventes | Classement des ventes | Classement des ventes | Classement des ventes | Classement des ventes | Classement des ventes | Classement des ventes | Classement des ventes | Classement des ventes | Classement des ventes | Album                 |
| Année | Titre | FR                    | US                    | US Latin              | ESP                   | R-U                   | ALL                   | AUS                   | LAT                   | P-B                   | POL                   | SUE                   | CAN                   | Album                 |
| ----- | --- | --------------------- | --------------------- | --------------------- | --------------------- | --------------------- | --------------------- | --------------------- | --------------------- | --------------------- | --------------------- | --------------------- | --------------------- | --------------------- |
| 2000  | "Be with You" "Solo Me Importas Tu" | 43                    | 1                     | —                     | 1                     | —                     | 20                    | 36                    | 8                     | —                     | 1                     | 13                    | —                     | Enrique               |
| 2000  | "Sad Eyes" | —                     | —                     | —                     | 15                    | —                     | —                     | —                     | 14                    | —                     | 1                     | 48                    | —                     | Enrique               |
| 2000  | "You're My Number One" (featuring Alsou) | —                     | —                     | —                     | —                     | —                     | —                     | —                     | 8                     | —                     | —                     | —                     | —                     | Enrique               |
| 2000  | "Could I Have This Kiss Forever" (Whitney Houston & Enrique Iglesias)                                                                           | 16                    | 57                    | —                     | 19                    | 7                     | 5                     | 12                    | 4                     | 1                     | 1                     | 2                     | —                     | Enrique               |
| 2001  | "Hero" "Héroe" | 45                    | 3                     | 1                     | 1                     | 1                     | 3                     | 1                     | 4                     | 3                     | 1                     | 3                     | —                     | Escape                |
| 2002  | "Escape" "Escapar" | —                     | 12                    | 2                     | —                     | 3                     | 6                     | 7                     | 2                     | 3                     | 3                     | 14                    | —                     | Escape                |
| 2002  | "Don't Turn Off the Lights" "No Apagues La Luz"                                                                                                 | —                     | —                     | —                     | —                     | —                     | —                     | 8                     | —                     | —                     | —                     | —                     | —                     | Escape                |
| 2002  | "Love to See You Cry" "Love to See You Cry (Tes larmes sont mes baisers)"                                                                       | 17                    | —                     | —                     | —                     | 12                    | 53                    | 61                    | 9                     | 25                    | 9                     | —                     | 18                    | Escape                |
| 2002  | "Maybe" | —                     | —                     | —                     | —                     | 12                    | 62                    | 41                    | 6                     | 21                    | —                     | 53                    | —                     | Escape                |
| 2002  | "Mentiroso" | —                     | —                     | 1                     | —                     | —                     | —                     | —                     | —                     | —                     | 57                    | —                     | —                     | Quizas                |
| 2002  | "La Chica De Ayer" | —                     | —                     | —                     | 1                     | —                     | —                     | —                     | —                     | —                     | —                     | —                     | —                     | Quizas                |
| 2003  | "To Love a Woman" (Lionel Richie featuring Enrique Iglesias)                                                                                    | —                     | —                     | —                     | —                     | 19                    | 52                    | —                     | 20                    | —                     | 47                    | —                     | —                     | Escape                |
| 2003  | "Quizás" | —                     | —                     | 1                     | —                     | —                     | —                     | —                     | —                     | —                     | —                     | —                     | —                     | Quizas                |
| 2003  | "Para Qué La Vida" | —                     | —                     | 1                     | —                     | —                     | —                     | —                     | —                     | —                     | —                     | —                     | —                     | Quizas                |
| 2003  | "Addicted" "Adicto" | —                     | —                     | 9                     | —                     | 11                    | 31                    | 43                    | 6                     | —                     | 10                    | 26                    | —                     | 7                     |
| 2004  | "Not in Love" (featuring Kelis) "No Es Amor" (featuring Kelis)                                                                                  | 36                    | 118                   | 37                    | —                     | 5                     | 14                    | 15                    | 10                    | 6                     | 4                     | 11                    | —                     | 7                     |
| 2007  | "Do You Know? (The Ping Pong Song)" "Dímelo" | 9                     | 21                    | 1                     | 6                     | 3                     | 6                     | —                     | 2                     | 2                     | 7                     | 3                     | 19                    | Insomniac             |
| 2007  | "Somebody's Me" "Alguien Soy Yo" | —                     | 106                   | 4                     | —                     | 162                   | —                     | —                     | —                     | —                     | —                     | —                     | 31                    | Insomniac             |
| 2007  | "Tired of Being Sorry" "Amigo Vulnerable" "Tired of Being Sorry (Laisse le destin l'emporter)" (feat. Nâdiya)                                   | 1                     | 74                    | —                     | —                     | 20                    | 6                     | 7                     | 26                    | 3                     | —                     | 16                    | 71                    | Insomniac             |
| 2008  | "Push" (featuring Lil' Wayne) | —                     | —                     | —                     | —                     | —                     | —                     | —                     | —                     | —                     | —                     | —                     | —                     | Insomniac             |
| 2008  | "Dónde Están Corazón" | —                     | 103                   | 1                     | —                     | —                     | —                     | —                     | —                     | —                     | —                     | —                     | —                     | 95/08                 |
| 2008  | "Can You Hear Me?" | 21                    | —                     | —                     | —                     | —                     | 14                    | —                     | —                     | 1                     | —                     | 6                     | —                     | Insomniac (Réédition) |
| 2008  | "Lloro Por Ti" | —                     | 91                    | 1                     | —                     | —                     | —                     | —                     | —                     | —                     | —                     | —                     | —                     | 95/08                 |
| 2008  | "Away" (feat. Sean Garrett) | —                     | —                     | —                     | —                     | 122                   | —                     | —                     | —                     | —                     | 60                    | —                     | —                     | Greatest Hits         |
| 2009  | "Takin' Back My Love" (feat. Ciara) "Takin' Back My Love" (feat. Sarah Connor) "Takin' Back My Love (Sans l'ombre d'un remords)" (feat. Tyssem) | 2                     | —                     | —                     | —                     | 12                    | 9                     | —                     | —                     | 7                     | 47                    | 40                    | —                     | Greatest Hits         |

### Années 2010
| Année | Titre | Classement des ventes | Classement des ventes | Classement des ventes | Classement des ventes | Classement des ventes | Classement des ventes | Classement des ventes | Classement des ventes | Classement des ventes | Classement des ventes | Classement des ventes | Classement des ventes | Album        |
| Année | Titre | FR                    | US                    | US Latin              | ESP                   | R-U                   | ALL                   | AUS                   | LAT                   | P-B                   | POL                   | SUE                   | CAN                   | Album        |
| ----- | --- | --------------------- | --------------------- | --------------------- | --------------------- | --------------------- | --------------------- | --------------------- | --------------------- | --------------------- | --------------------- | --------------------- | --------------------- | ------------ |
| 2010  | "Cuando Me Enamoro" (feat. Juan Luis Guerra)                                                                       | —                     | —                     | 1                     | 6                     | —                     | —                     | —                     | —                     | —                     | —                     | —                     | —                     | Euphoria     |
| 2010  | "I Like It" (feat. Pitbull)                                                                                        | 2                     | 4                     | 19                    | 4                     | 4                     | 10                    | 2                     | —                     | —                     | —                     | 26                    | 1                     | Euphoria     |
| 2010  | "Heartbeat" (feat. Nicole Scherzinger)                                                                             | 4                     | —                     | —                     | —                     | —                     | —                     | —                     | —                     | —                     | —                     | 52                    | 72                    | Euphoria     |
| 2010  | "No Me Digas Que No" (feat. Wisin y Yandel)                                                                        | —                     | —                     | 34                    | —                     | —                     | —                     | —                     | —                     | —                     | —                     | —                     | —                     | Euphoria     |
| 2010  | "Tonight (I'm Fuckin' You)" (feat. Ludacris & DJ Frank E) "Tonight (I'm Lovin' You)" (feat. Ludacris & DJ Frank E) | 32                    | 6                     |                       |                       |                       | 12                    | 2                     |                       |                       |                       |                       | 7                     | Euphoria     |
| 2010  | "Dirty Dancer" (feat. Usher & Lil wayne)                                                                           |                       |                       |                       |                       |                       |                       |                       |                       |                       |                       |                       |                       | Euphoria     |
| 2012  | "Finally Found You" (feat. Sammy Adams)                                                                            |                       |                       |                       |                       |                       |                       |                       |                       |                       |                       |                       |                       | Sex and Love |

- Enrique Iglesias - Loco (featuring Romeo Santos) (lundi 26 août 2013)
- Enrique Iglesias ft. Marco Antonio Solís - El Perdedor
- Enrique Iglesias feat. Gente de Zona - Bailando

## Clips
| Année | Clip                                                   | Director                       |
| ----- | ------------------------------------------------------ | ------------------------------ |
| 1999  | "Bailamos"                                             | Nigel Dick                     |
| 1999  | "Bailamos"                                             | Paul Hunter                    |
| 1999  | "Rhythm Divine"                                        | Francis Lawrence               |
| 2000  | "Be with You"                                          | David Meyers                   |
| 2000  | "Could I Have This Kiss Forever?"                      | Francis Lawrence               |
| 2000  | "Sad Eyes"                                             | David LaChapelle               |
| 2001  | "Hero"                                                 | Joseph Kahn                    |
| 2002  | "Mentiroso"                                            | Simon Brand                    |
| 2002  | "Quizás"                                               | Simon Brand                    |
| 2002  | "Escape"                                               | David Meyers                   |
| 2002  | "Don't Turn Off the Lights"                            | Marc Klasfeld Enrique Iglesias |
| 2002  | "Love to See You Cry"                                  | Matthew Rolston                |
| 2002  | "Maybe"                                                | Enrique Iglesias               |
| 2003  | "Para Que La Vida"                                     | Simon Brand                    |
| 2003  | "To Love a Woman"                                      | Simon Brand                    |
| 2003  | "Addicted"                                             | Peter Berg                     |
| 2004  | "Not in Love"                                          | Jake Nava                      |
| 2007  | "Do You Know?"                                         | Jesse Terrero                  |
| 2007  | "Somebody's Me"                                        | Anthony Mandler                |
| 2007  | "Tired of Being Sorry"                                 | Jesse Terrero                  |
| 2008  | "Push"                                                 | Bille Woodruff                 |
| 2008  | "Can You Hear Me?"                                     | Paul Minor                     |
| 2008  | "Tired of Being Sorry (Laisse le destin l'emporter)"   |                                |
| 2008  | "Lloro Por Ti"                                         | Paul Minor                     |
| 2008  | "Away"                                                 | Anthony Mandler                |
| 2009  | "Takin' Back My Love"                                  | Ray Kay                        |
| 2010  | "Cuado Me Enamoro"                                     | Jessy Terrero                  |
| 2010  | "I Like It"                                            | Wayne Isham                    |
| 2010  | "I Like It (Jersey Shore Version)"                     | David Rousseau                 |
| 2010  | "Heartbeat"                                            | Hiro Murai                     |
| 2010  | "No Me Digas Que No"                                   | Jessy Terrero                  |
| 2010  | "Tonight (I'm Fuckin' You) / Tonight (I'm Lovin' You)" | BBGun & Parris                 |
| 2011  | "Dirty dancer"                                         |                                |